# روبين إسرائيل
روبين إسرائيل (بالإسبانية: Rubén Israel) (8 ديسمبر 1955 بمونتفيدو في الأوروغواي - 5 يوليو 2021) هو مدرب كرة قدم ولاعب كرة قدم أوروغواني في مركز الدفاع. لعب مع برشلونة جواياكويل.

## وصلات خارجية
- روبين إسرائيل على موقع الاتحاد الدولي (مؤرشف)  (الإنجليزية)
- روبين إسرائيل على موقع قاعدة بيانات كرة القدم.إي يو (الإنجليزية)
- روبين إسرائيل على موقع Soccerway.com (الإنجليزية)